# Дженина, Аугусто
Аугусто Дженина (итал. Augusto Genina; 28 января 1892, Рим — 18 сентября 1957, Рим) — итальянский кинорежиссёр.

## Биография
Родился 28 января 1892 года в Риме, в зажиточной буржуазной семье — сын Луиджи Дженина и Анны Томбини. Отказавшись по состоянию здоровья от планов учёбы в Военно-морской академии в Ливорно, поступил на инженерный факультет Римского университета, но не испытывал интереса к избранной специальности. При поддержке своего дяди, театрального критика il Giornale d’Italia Д. Олива, в 1911 году начал публиковать рецензии в римском журнале il Mondo, а также занялся сочинением комедий, которые его друг, Альдо де Бенедетти, предложил отдать кинокомпании Cines в качестве сценариев. Таким образом в 1912 году двадцатилетний Дженина пришёл в кино, начав со сценария для фильма Beatrice d’Este с участием Франчески Бертини. Фильм был снят в итальянском подразделении французской компании Pathé — Film d’Arte Italiana. Затем в компании Celio film создал сценарии нескольких приключенческих фильмов об индейцах и цыганах и, наконец, в 1913 году снял в качестве режиссёра свой первый фильм — «Жена его превосходительства» (La moglie di sua eccellenza) — в барселонском филиале Cines.
К концу 1920-х годов итальянское кинопроизводство оказалось в глубоком кризисе, и Дженина снял несколько фильмов в 1928 году в Германии, а в 1929 году французская кинокомпания Sofar отправила его вместе с Рене Клером в Лондон изучать звуковое кино. По итогам этой командировки Дженина опубликовал во французском журнале Les Nouvelles littéraires статью под названием Le cinéma est mort, vive le cinéma («Кинематограф умер, да здравствует кинематограф»), в которой с восторгом приветствовал эпохальное техническое новшество.

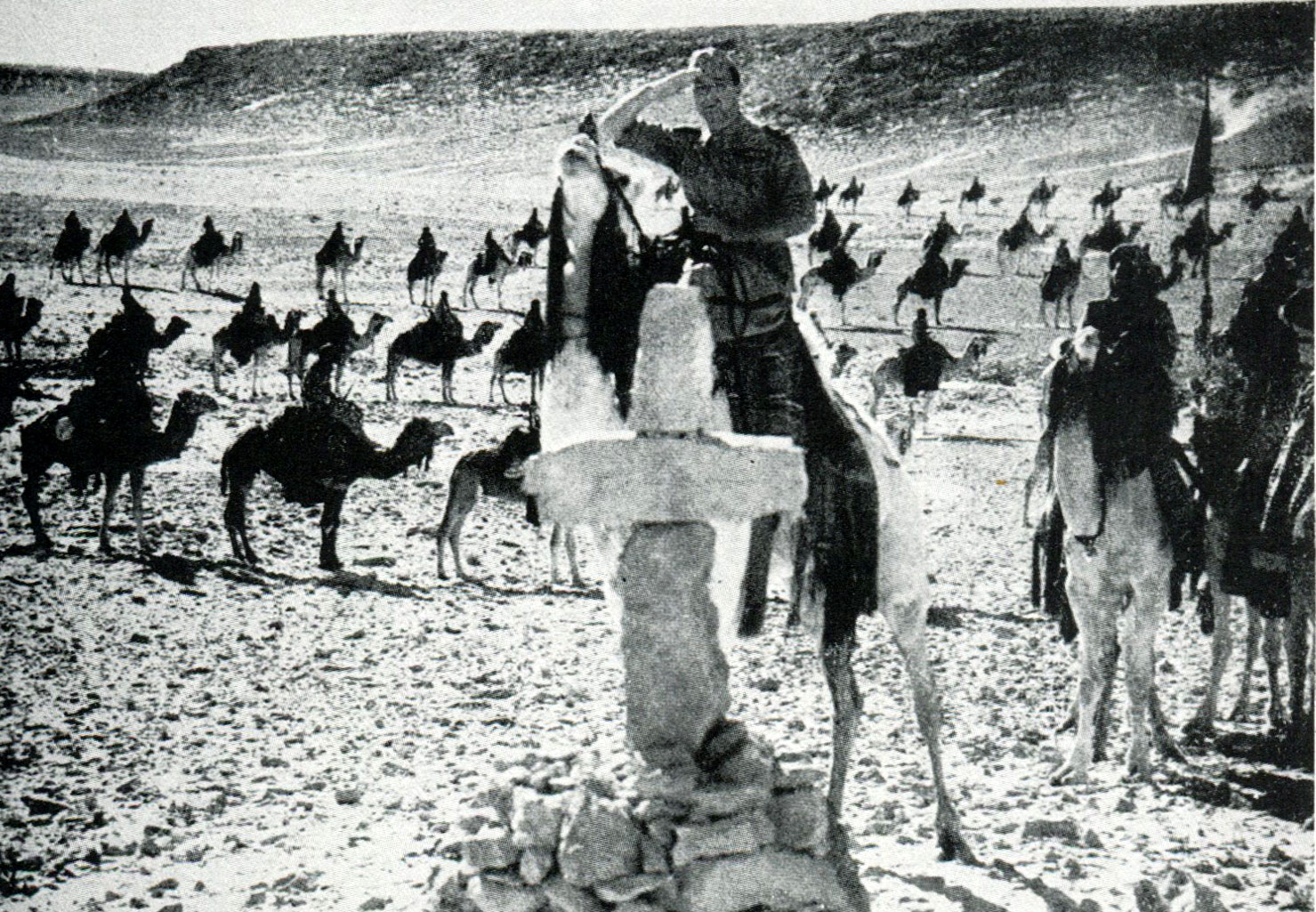
Кадр из фильма «Белый эскадрон» (отдание чести павшим героям).

В 1936 году снял фильм «Белый эскадрон» (Lo squadrone bianco) по мотивам романа французского писателя Жозефа Пейре L’escadron blanc о действиях Иностранного легиона. Сценарий написали Дженина, Пейре, Джино Валори и Джино Рокка, композитором стал Антонио Веретти. Картина сделана в «имперском» стиле и рассказывает об эскадроне верблюжьей кавалерии мехаристов в итальянской Ливии под командованием капитана Сантелии в исполнении Фоско Джакетти, в распоряжение которого прибывает для дальнейшего прохождения службы безнадёжно влюблённый в аристократку Кристиану лейтенант Марио Лудовичи. Эскадрон участвует в подавлении восстания, попадает в окружение, командир героически погибает, но лейтенант, проявив храбрость, спасает своих подчинённых. В финале в одной из ливийских крепостей появляется группа итальянских туристов, в том числе возлюбленная Лудовичи, но тот отказывается вернуться вместе с ней в Италию, выбирая преданность своим боевым товарищам. Лента награждена Кубком Муссолини за лучший итальянский фильм на 4-м Венецианском кинофестивале.
В 1940 году на экраны вышел новый фильм Дженина «Осада Алькасара», действие которого разворачивается на фоне реальных событий недавно завершившейся Гражданской войны в Испании, связанных с осадой республиканцами военного училища в Толедо в 1936 году. По сюжету богатая испорченная женщина по имени Кармен (её играет французская актриса Мирей Бален) укрывается вместе с франкистами в Алькасаре и постепенно перерождается за время осады, начав работать на общих основаниях и ухаживая за ранеными. Главный герой картины, капитан Вела (Фоско Джакетти) оказывается способным полюбить её только после того, как она разделяет с ним фашистские ценности дисциплины и самопожертвования. Хотя в фильме выдержана необходимая идеологическая линия, его художественные достоинства высоко оценил Микеланджело Антониони. На 8-м Венецианском кинофестивале 1940 года картина была удостоена Кубка Муссолини за лучший итальянский фильм.

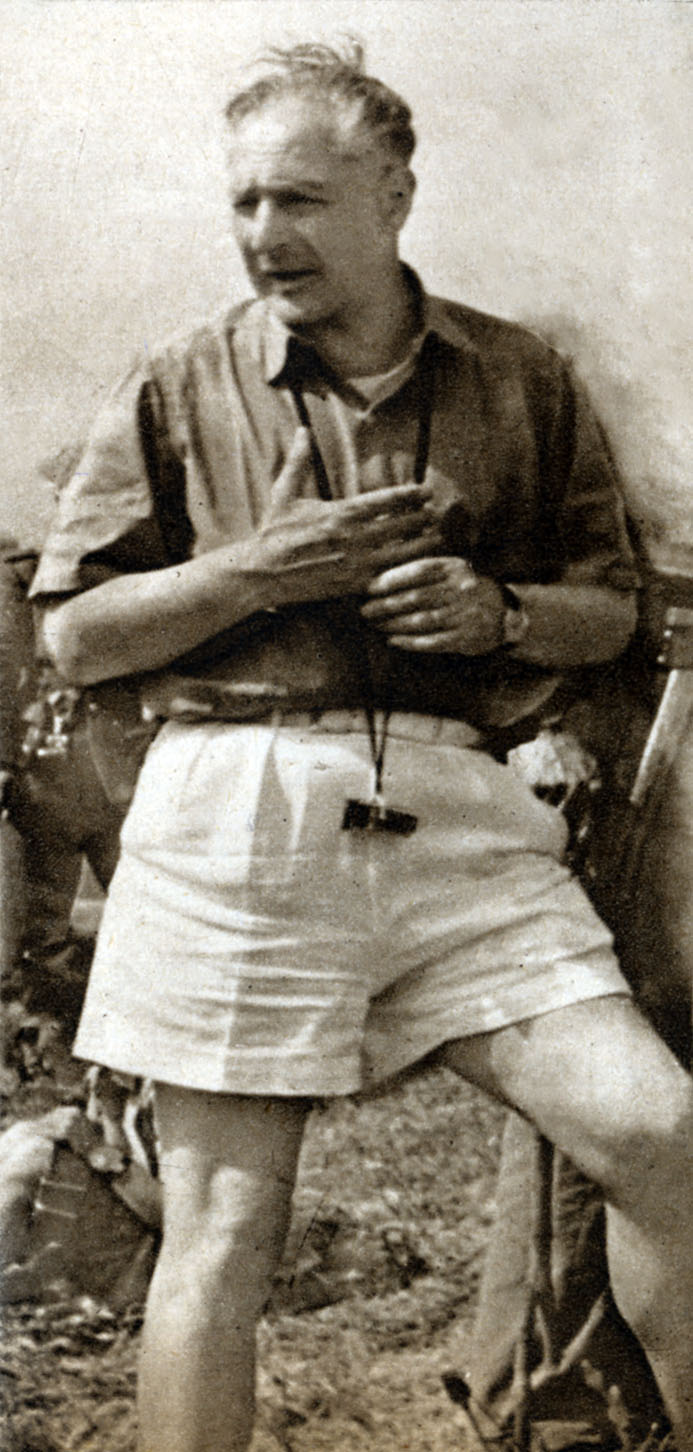
Дженина в 1951 году на фото из журнала Almanacco Cinema.

В конкурсном показе 10-го Венецианского кинофестиваля 1942 года был представлен ещё один пропагандистский фильм Дженина — «Бенгази». Сюжет основан на событиях 57-дневной британской оккупации ливийского города Бенгази в 1942 году и был снят на натуре с молниеносной скоростью прежде, чем в 1943 году британские войска вернулись в этот город. В главной роли капитана Берти вновь снялся Фоско Джакетти, а в Венеции Дженина получил за этот фильм ещё один свой Кубок Муссолини за лучший итальянский фильм. Джакетти получил кубок Вольпи за лучшую мужскую роль; хотя картина сделана в жанре патриотического военного кино, её особенностью является освещение роли итальянских женщин в жизни африканской колонии и во время войны. Сюжет объединяет четыре истории о судьбах не похожих друг на друга женщин в период британской оккупации. Капитан Берти убеждает свою жену Карлу, против её воли, бежать из Бенгази от наступающих англичан, но в пути их маленький сын получает смертельное ранение. Итальянский агент, офицер Филиппо, получает согласие молодой научной сотрудницы Джулианы на брак, но его арестовывает английская контрразведка. Пожилая крестьянка находит своего слепого сына и возвращается вместе с ним на ферму, но обнаруживает, что англичане убили её мужа. Молодая проститутка Фанни рискует жизнью ради раненого солдата, который обещает жениться на ней по возвращении в Италию. В финале итальянские войска возвращаются в Бенгази, и на экране развиваются итальянский и нацистский флаги.
После свержения фашистского режима и выхода Италии из войны в сентябре 1943 года Дженина остался в Риме и отказался сотрудничать с Итальянской социальной республикой. После вынужденной паузы снял фильм «Небо над болотом», посвящённый судьбе Марии Горетти, который в 1949 году на 10-м Венецианском кинофестивале получил Международный приз за режиссуру, Приз Совета министров и Серебряную ленту за режиссуру.
Последним фильмом режиссёра стала франко-итальянская сентиментальная комедия Frou-Frou в 1955 году с Луи де Фюнесом в одной из ролей (эта лента известна под русским названием «Шелест»).
Умер 18 сентября 1957 года в Риме вследствие эндокардита.

## Фильмография
- Беатриче Д’Эсте (Beatrice D’Este, 1912) — сценарист
- Разорванная цепь (Catena spezzata, 1913)
- Жена его превосходительства (La moglie di sua eccellenza, 1913)
- Тайны замка Монро (I misteri del castello di Monroe, 1914)
- Маленький вощильщик (Il piccolo cerinaio, 1914)
- Слово, которое убивает (La parola che uccide, 1914)
- Бегство влюблённых (La fuga degli amanti, 1914)
- После бала-маскарада (Dopo il veglione, 1914)
- Кольцо Зивы (L’anello di Siva, 1914)
- Крик невинности (Il grido dell’innocenza, 1914)
- Лулу (Lulù, 1914)
- Ревность (La gelosia, 1915)
- Бабочка с золотыми крыльями (La farfalla dalle ali d’oro, 1915)
- Полночь (Mezzanotte, 1915)
- Двойное ранение (Doppia ferita, 1915)
- Сто лошадиных сил (Cento H.P., 1915)
- Последнее переодевание (L’ultimo travestimento, 1916)
- Выживший (Il sopravvissuto, 1916)
- Мечта (Il sogno di un giorno, 1916)
- Драма короны (Il dramma della corona, 1916)
- Завоевание бриллиантов (La conquista dei diamanti, 1916)
- Синьорина Циклон (La signorina Ciclone, 1916)
- Торпедирование Океании (Il siluramento dell’Oceania, 1917)
- Сорванец (Maschiaccio, 1917)
- Луччола (Lucciola, 1917)
- Трон и кресло (Il trono e la seggiola, 1918)
- Честь греха (L’onestà del peccato, 1918)
- Калидаа — история одной мумии (Kalidaa — la storia di una mummia, 1918)
- Эмигрантка (L’emigrata, 1918)
- Прощай, молодость (Addio giovinezza!, 1918)
- it:Femmina - Femina (1918)
- Принцип невозможного (it:Il principe dell'impossibile, 1919)
- Лукреция Борджа (Lucrezia Borgia, 1919)
- Женщина и покойник (La donna e il cadavere, 1919)
- Маска и лицо (La maschera e il volto, 1919)
- Милый друг (Bel ami, 1919)
- Le avventure di Bijou (1919)
- Debito d’odio (1920)
- Lo scaldino (1920)
- I diabolici (1920)
- Два распятия (I due crocifissi, 1920)
- I tre sentimentali (1920)
- La ruota del vizio (1920)
- Жена, муж и… (Moglie, marito e…, 1920)
- La douloureuse, 1920)
- Замок грусти (Il castello della malinconia, 1920)
- (L’avventura di Dio, 1920)
- Закованная (L’incatenata, 1921)
- Кризис (La crisi, 1921)
- Чёрная точка (Un punto nero, 1922)
- Безгрешная грешница (La peccatrice senza peccato, 1922)
- Женщина прошла (Una donna passò, 1922)
- Люси де Трекур (Lucie de Trecoeur, 1922)
- Сирано де Бержерак (Cirano di Bergerac, 1922)
- Жермен (Germaine, 1923)
- Корсар (Il corsaro, 1924)
- Красивая жена (La moglie bella, 1924)
- Угасший очаг (Il focolare spento, 1925)
- Последний властелин (L’ultimo lord, 1926)
- Прощай, молодость! (Addio giovinezza!, 1927)
- Белый раб (Lo schiavo bianco, 1927)
- Девушка улицы / Scampolo (Das Mädchen Der Strasse, 1928)
- Прыжок в счастье / La storia di una piccola parigina (Sprung ins Glück, 1928)
- Карнавал любви (Lieberskarneval, 1928)
- Драма в шестнадцать лет (Un dramma a sedici anni, 1929)
- Заговор насмешек (La congiura delle beffe, 1929)
- Латинский квартал (Quartiere Latino, 1929)
- Мисс Европа (Miss Europa, 1930)
- Парижское развлечение (Paris-Beguin, 1931)
- Женщина как мужчина (La femme en homme, 1931)
- Любовники полуночи (Gli amanti di mezzanotte, 1931)
- Не забывай меня (Non ti scordar di me, 1935)
- Гондола химер (La gondola delle chimere, 1936)
- Белый эскадрон (Lo squadrone bianco, 1936)
- Цветы из Ниццы (Fiori di Nizza, 1936)
- Неаполь — земля любви (Napoli terra d’amore, 1937)
- Женская любовь и горе (Amore e dolore di donna, 1937)
- Воздушные замки (it:Castelli in aria, 1939)
- Осада Алькасара (L’assedio dell’Alcazar, 1939—1940)
- Бенгази (Bengasi, 1942)
- Небо над болотом (Cielo sulla palude, 1949)
- Плющ (L’edera, 1950)
- Три запретных истории (Tre storie proibite, 1953)
- Маддалена (Maddalena, 1953)
- Шелест (Frou-Frou, 1955)